# René Farrait
René Farrait Nieves (San Juan, 2 de noviembre de 1967) es un cantante puertorriqueño de ascendencia francesa que perteneció al grupo Menudo.
Como solista grabó los álbumes Mi música y René. Formó parte de Proyecto M junto con Xavier Serbiá, Ray Reyes y Johnny Lozada, grabando cuatro discos. Ha participado como integrante de la reunión de los ex-menudos, conocida como El Reencuentro.
Trabaja como entrenador personal y reside desde hace tiempo en Miami. Es conocido por su interpretación del tema "Súbete a mi moto" que lo hiciera famoso en su estancia en el fenómeno puertorriqueño. Otras canciones en el grupo Menudo en las que participó son: Chiquitita, Fuego, Es Navidad, etc.
Farrait es entrenador en Miami, pero una enfermedad de los intestinos hereditaria llamada divertículos, casi le arrebata la vida, por lo que debe mantener una rigurosa alimentación de por vida. 
René asegura que el dolor es indescriptible, y estuvo dos semanas en terapia intensiva.
Además de la llamada de Fernando Sallaberry quien padece esclerosis múltiple, le dio ánimos a René para que siguiera con vida. 
A su salida del grupo Menudo, fue reemplazado por Charlie Massó, con quien comparte escenario en El Reencuentro.  
En junio de 2022, fue anunciado como entrenador de la segunda temporada del concurso peruano La voz Senior, junto a Eva Ayllón, Daniela Darcourt y Raúl Romero.